# Проценко Тетяна Анатоліївна
Тетяна Анатоліївна Проценко (у шлюбі Войтюк, 8 квітня 1968, Москва, СРСР — 19 травня 2021) — радянська акторка, відома за роллю Мальвіни у фільмі «Пригоди Буратіно» (1975).

## Біографія
Народилася 8 квітня 1968 року в Москві. Батько очолював управління документальних фільмів Держкіно СРСР, мати працювала диспетчеркою в аеропорту Внуково.
На роль Мальвіни потрапила завдяки тому, що випадково познайомилася із асистенткою режисера фільму «Пригоди Буратіно» в поїзді. Пройшовши складні кінопроби, Тетяна була затверджена на роль режисером фільму Леонідом Нечаєвим.
Під час зйомок у фільмі в Тетяни несподівано для режисера випали молочні зуби, через що довелося звернутись по допомогу до стоматолога, щоб не зривати зйомки картини.
Інна Вєткіна, сценаристка «Пригод Буратіно», спеціально для Тетяни написала сценарій фільму «Про Червону Шапочку», але через струс мозку незадовго до зйомок Тетяні не дозволили зніматись у фільмі. Незабаром їй довелося змінити професію. Тетяна закінчила кінознавче відділення ВДІКу. Була членом Міжнародної федерації журналістів.
У 2018 році в неї діагностували рак. Після операції вона повернулася до звичайного життя, але незабаром хвороба знову стала прогресувати.
Померла 19 травня 2021 року у віці 53 років у Москві від коронавірусної інфекції. Була похована 22 травня в одній могилі з батьком на Пихтінському кладовищі.

## Родина
Була двічі одружена. Перший чоловік - Аркадій, робітник студії комп'ютерної графіки. Другий чоловік — актор і журналіст Олексій Войтюк — виконавець ролі Іванушки (Іван-підкидьок) в радянському фільмі-казці «Після дощику в четвер» (1985). 
Мала двох дітей:
- дочка Анна (від першого шлюбу) (нар. 15 вересня 1999);
- син Володимир (від другого шлюбу) (нар. 7 липня 2004).

Діти беруть участь у студії "Наївний театр «Гойдалки»". Анна вступила до філологічного факультету Російського університету дружби народів. Володимир працює в дубляжі.